# Wanguo Quantu

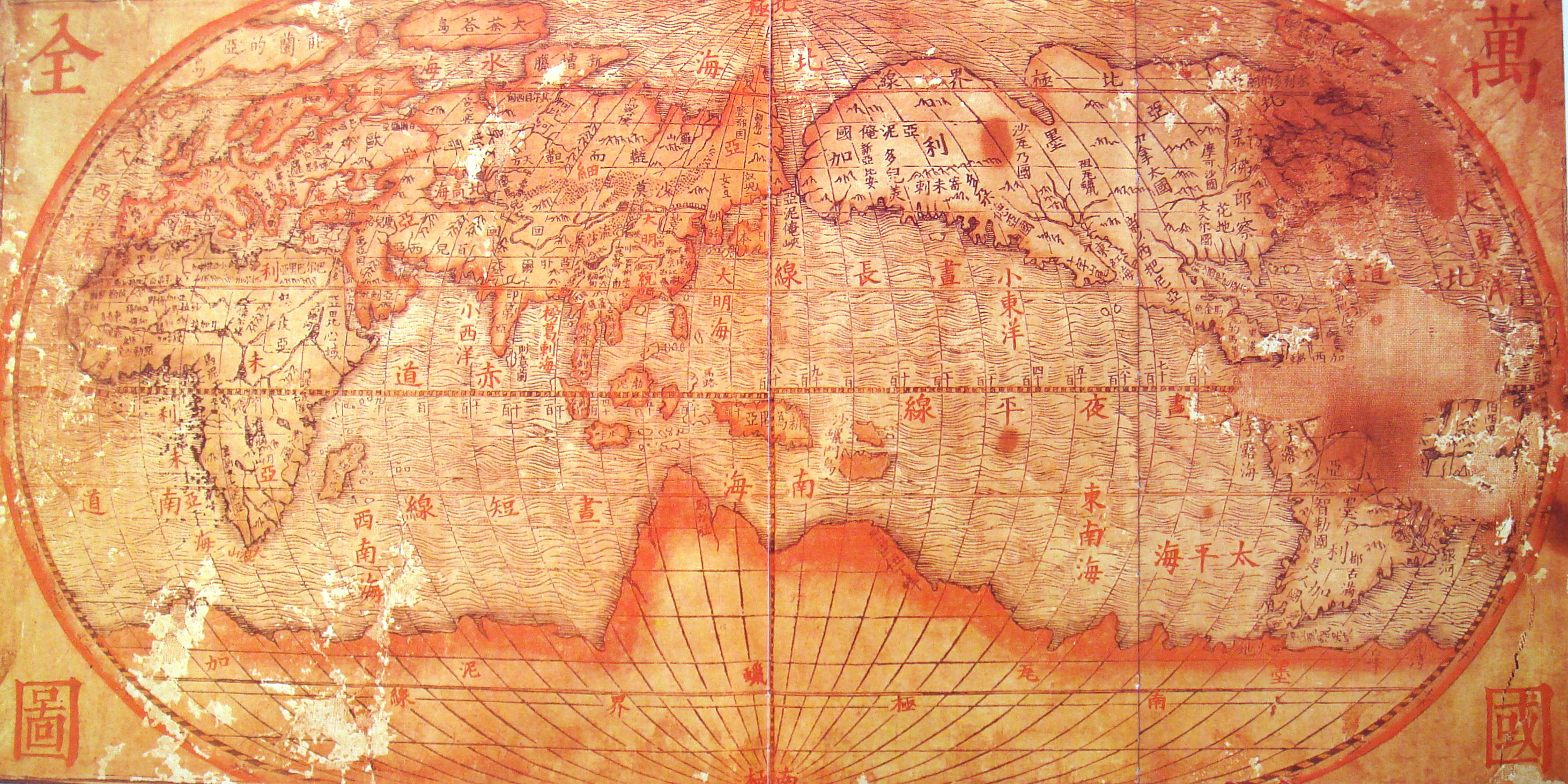

La Wanguo Quantu, en mandarin : 萬國全圖图,  est une carte du monde réalisée par Giulio Aleni, un jésuite, vers 1620. Elle est notamment reliée à la Kunyu Wanguo Quantu réalisée par Matteo Ricci, mais à la différence de cette dernière la Chine est représenté au centre de la carte.